# Gravats de la Roca de les Bruixes
Les gravats de la Roca de les Bruixes (signifiant en catalan « gravures de le roche des sorcières ») sont un ensemble de gravures rupestres situées au sud du village de Prats (paroisse de Canillo) en Andorre.
Les gravures s'étalent sur une surface de 2 m2 au niveau d'un affleurement rocheux situé dans un bois (Bosc de la partida de Rep),. Le site se trouve environ 700 m au sud du village de Prats, à une altitude de 1 600 m,.
Dans la croyance populaire ces gravures avaient été réalisées par les ongles d'un démon et on pensait que les sorcières s'y réunissaient pour invoquer des forces maléfiques,. Ce n'est qu'en 1962 que l'archéologue Pere Canturri va débuter l'étude de ce site dans le cadre d'un travail d'inventaire des toponymes en lien avec les légendes et superstitions locales,,.
L'étude de ces gravures a permis de distinguer trois groupes en fonction de la technique utilisée et des thèmes représentés. Le premier groupe est constitué d'éléments linéaires tandis que le second repose sur la technique du piqueté. Ces groupes ont été datés de l'âge du bronze (bronze final) et des gravures semblables sont retrouvées en Europe sur un arc s'étendant du nord du Portugal au nord de l'Italie. Enfin le troisième groupe, probablement d'époque médiévale, associe des éléments figurés anthropomorphes ainsi qu'un cheval.